# Pacha Kamaq
Pacha Kamaq é, na mitologia inca, uma divindade associada aos fenômenos vulcânicos sobre a crosta terrestre.
Pacha Kamaq, na Língua quíchua, significa criador do universo, onde pacha significa universo, mundo ou terra e kamaq significa criador. Pacha Kamaq era esposo de Pacha Mama (Mãe Terra) e filho do deus Sol. Pacha Kamaq foi o criador dos seres humanos e da natureza, e tinha a capacidade de controlar os movimentos da terra e causar abalos sísmicos. Também era considerado o deus da abundância. O culto ao Pacha Kamaq existia desde o Império Uari, anterior ao Império Inca.

## Criação dos seres humanos
Diz a lenda que Pacha Kamaq criou a primeira mulher e o primeiro homem, mas esqueceu de dar-lhes alimento. O homem morreu de fome e a mulher ficou muito triste com a situação, Compadecido da tristeza da mulher, o deus Sol, deu-lhe um filho. Pacha Kamaq com muita raiva e ciúmes, esperou o deus Sol se retirar para matar o filho da mulher. A mulher orou ao deus Sol pedindo punição a Pacha Kamaq pela morte de seu filho. Pacha Kamaq sabendo do pedido de punição, enterrou partes do corpo da criança. Onde foi enterrado os dentes, nasceram milhos; das costelas, ossos e carne, nasceu mandioca, batatas e outros frutos da terra. A mulher ainda queria uma punição, e continuou orando para o deus Sol, mas Pacha Kamaq se escondeu em local que os raios do deus Sol não poderiam chegar. O deus Sol, deu a mulher um novo filho que deveria se chamar Vichama, e disse que ninguém machucaria este filho, pois durante o dia ele o protegeria e durante à noite a deusa Lua o protegeria. Vichama se tornou um bonito jovem e decidiu dar a volta ao mundo, igual ao seu pai deus Sol fazia. Em seu retorno para casa, Vichama descobre que Pacha Kamaq havia matado sua idosa mãe e entregue seu corpo aos urubus, e se escondia nas margens do mar. Com muita raiva, Vichama decide matar Pacha Kamaq, mas acaba se afundando no mar. onde construiu seu templo e permaneceu ali para todo sempre. Vichama com raiva, pediu vingança ao seu pai deus Sol, e este transformou todos os seres humanos criados por Pacha Kamaq em pedra. Vichama juntou os ossos de sua mãe e pediu ao deus Sol para dar-lhe vida, e seu pedido foi atendido. Vichana também pediu que algumas pedras se tornassem huacas espalhadas pelo litoral e outras fossem postas no mar e se tornasse ilhas. Vendo a terra despovoada, Vichana pediu ao deus Sol para povoar novamente a terra. Deus Sol deixou um ovo de ouro, um ovo de prata e um ovo de cobre. Do ovo de ouro vieram os curacas e os homens nobres; do ovo de prata, veio as mulheres nobres; e do ovo de cobre, veio as pessoas comuns.

## Santuário Pachacamac
A Huaca Pachacamac, foi o principal santuário de adoração ao deus Pacha Kamaq, Era o local de peregrinações da região dos Andes Centrais. Foi construído durante o Império Wari. E durante o reinado de Ychma, o santuário ganhou grandes proporções. Durante o Império Inca, permaneceram com a adoração ao deus Pacha Kamaq e construíram mais edifícios no santuário. No ano de 1533, com a invasão espanhola, o santuário foi saqueado e vandalizado.

## Rituais de sacrifício
Em situações graves como doenças, fome e a eminencia de conflitos e guerras, os Incas ofertavam à Pacha Kamaq vidas humanas ou de animais. Chegando ao santuário, em um local específico, enterravam vivas as pessoas selecionadas para o sacrifício. Além do sacrifício humano, ofertavam ouro, prata, animais, comidas e bebidas. Esses sacrifícios eram recorrentes e ocorriam em período de lua cheia. A maioria dos sacrifícios eram de crianças e bebês. E ocasionalmente, quando ocorria sacrifícios de adultos, em sua maioria eram mulheres.

## Outros rituais
Durante o período pré-Inca, todos os dias perante o templo onde estava o ídolo de Pacha Kamaq, como oferenda para pedir fertilidade na agricultura, jogavam pequenos peixes frescos para que os pássaros pudessem comer, pois assim levariam a oferta até Pacha Kamaq. E as cabeças de peixe que sobravam, junto com os excrementos dos pássaros, eram usadas como fertilizantes.